# Reginald Dyer
Reginald „Rex“ Edward Harry Dyer CB (* 9. Oktober 1864 in Murree, Indien; † 23. Juli 1927 in Long Ashton bei Bristol, England), bekannt als der „Schlächter von Amritsar“ („butcher of Amritsar“), war ein Offizier der Britischen Indien-Armee. Als Brigadier-General befahl er das Massaker von Amritsar am 13. April 1919.

## Leben
Dyer trat 1885 in das britische West Surrey Regiment ein und wechselte 1887 zur Indischen Armee. Er diente während des Burmafeldzugs (1886–1887) in der Chitral-Expedition (1895), der Mahsud-Blockade (1900–1902) und der Zakha-Khel-Expedition (1908). Während des Ersten Weltkrieges (1914–1918) kommandierte er die Seistan Force, wofür er das (MID / Mentioned in Despatches) erhielt. Er wurde 1916 in den vorläufigen Brevet-Rang eines Brigadier-Generals befördert. Nach dem Krieg kommandierte er die 8. (Jullundur) Brigade.
Unter Dyers unmittelbarem Kommando töteten 50 Infanteristen aus 25 Gurkhas und 25 Sepoys am 13. April 1919 in Amritsar nach offiziellen Angaben 379 gewaltlose Demonstranten und verletzten rund 1200. Unter den Opfern waren zahlreiche Frauen und Kinder. Rund 25.000 Menschen hatten sich im Jallianwala Bagh Park zu einer Demonstration gegen den Rowlatt Act versammelt. Der Park war von Mauern umgeben und hatte abgesehen von vier sehr schmalen Nebenausgängen lediglich einen Zugang, den Dyers Truppen mit Radpanzern versperrten. Die Menge war zuvor nicht aufgefordert worden sich zu zerstreuen.
Dyer wurde für das Massaker strafrechtlich nicht belangt. Allerdings wurde er kurz danach als Brigadekommandeur abgelöst und verlor ohne entsprechende Verwendung seinen Brevet-Rang. Am Dritten Anglo-Afghanischen Krieg nahm er noch teil und wurde erneut mit dem MID ausgezeichnet und nahm 1920 als Colonel seinen Abschied vom Militärdienst und kehrte nach England zurück.
Während in Großbritannien unter anderem die Labour Party und auch Winston Churchill Dyers Verhalten bei Amritsar verurteilten, fand er in einigen Kreisen Zustimmung: Auf Initiative von Rudyard Kipling sammelte man in der Londoner „besseren Gesellschaft“ 26.000 britische Pfund für Dyer anlässlich seiner Heimkehr.
1921 erkrankte Dyer an einer Lähmung und starb 1927. Nach seinem Tod erschien ein Artikel über ihn in der britischen Zeitung The Morning Post mit dem Titel „Der Mann, der Indien rettete“' („The Man Who Saved India“). Die Zeitung Westminster Gazette schrieb über ihn: „Keine andere britische Aktion während unserer ganzen Geschichte in Indien hat den Glauben der Inder in britische Gerechtigkeit so erschüttert wie das Massaker von Amritsar“ („No British action, during the whole course of our history in India, has struck a severer blow to Indian faith in British justice than the massacre at Amritsar“).

## Darstellung im Film
Im Spielfilm Gandhi wird das Massaker dargestellt. Dyer wird von Edward Fox gespielt.